# کارد پلیس (کالیفرنیا)
کارد پلیس (به انگلیسی: Card Place) یک منطقهٔ مسکونی در ایالات متحده آمریکا است که در شهرستان مندوسینو، کالیفرنیا واقع شده‌است. کارد پلیس ۲۵۱ متر بالاتر از سطح دریا واقع شده‌است.